# Stelis ater
Stelis ater är en biart som beskrevs av Mitchell 1962. Den ingår i släktet pansarbin och familjen buksamlarbin. Inga underarter finns listade i Catalogue of Life.